# Прапор Бердянська
Пра́пор Бердя́нська — сучасний стяг Бердянська Запорізької області, затверджений 27 липня 1999 року рішенням №16 VIII сесії міської ради XXIII скликання.

## Опис
Прапор — полотнище синього кольору, зі співвідношенням сторін (довжини до ширини) 1,35:1, з білим колом, діаметр якого становить 0,38 ширини. У центрі прапора знаходиться повний герб міста, виконаний у встановленій кольоровій гамі, і хвиляста лінія жовтого кольору, ширина якої становить 0,033 ширини полотнища, проведена від центру до бічних сторін полотнища, яка поділяє прапор на дві рівні частини.